# Strobeliella
Strobeliella is een geslacht van weekdieren uit de klasse van de Gastropoda (slakken).

## Soort
- Strobeliella hatcheri (Pilsbry, 1911)